# Ugo di Empúries
Ugo di Empúries detto anche Ugone e Ugo V di Bas (XIII secolo – 1309) è stato un militare e politico spagnolo del XIII secolo.

## Biografia
Fratello del conte Ponç Hug IV d'Empúries, e fedele alla Casa d'Aragona, nel 1282 giunse in Sicilia dove fu al servizio di Federico nella guerra del vespro contro gli Angioini e il di lui fratello Giacomo.
Venne a Castrogiovanni a capo di una milizia formata da 700 soldati catalani, e con questi assediò il castello di Patti.
Per i suoi servizi, Federico III lo investì nel 1292 del titolo di conte di Squillace, visconte di Bas, di governatore di Catania, di maresciallo del Regno di Sicilia, e nel 1300 il sovrano aragonese gli assegnò la signoria di Paternò.
Ferito a Catania, dove venne tradito da dei congiurati fedeli a Roberto d'Angiò, riparò a Taormina. Successivamente, nelle battaglie tra gli Aragonesi e gli Angioini svoltesi fino al 1302 con la pace di Caltabellotta, l'Empúries riportò una lunga serie di vittorie, finché andò governatore in Calabria di tutte le terre e città devote a Federico.
Nel 1303 rimise tutti i suoi beni e possedimenti a Federico III per tornare in Aragona. L'anno seguente partecipò alla Campagna catalana in Asia minore contro i Turchi ottomani, che fu l'ultima spedizione militare a cui prese parte, prima di venir assassinato nel 1309 per mano dei mamelucchi.